# توماس بي جونسون
توماس بي جونسون (بالإنجليزية: Thomas P. Johnson)‏ هو محامي وشخصية أعمال أمريكي، ولد في 8 يونيو 1914 في نيو كاسل في الولايات المتحدة، وتوفي في 23 مايو 2000 في UPMC Shadyside ‏ في الولايات المتحدة.